# Vemen
Vemen ili Vimen (mađ. Véménd) je selo u južnoj Mađarskoj.
Zauzima površinu od 31,81 km četvornih.

## Zemljopisni položaj
Nalazi se na 46°9' sjeverne zemljopisne širine i 18°37' istočne zemljopisne dužine, sjeverno od Mohača. Božuk je 3 km istočno, a Sebinj je 2 km južno. 

## Upravna organizacija
Upravno pripada Mohačkoj mikroregiji u Baranjskoj županiji. Poštanski broj je 7726.

## Promet
Vemen se nalazi na željezničkoj prometnici Pečuh – Bacik. U selu je i željeznička postaja.

## Kultura
- njemačka folklorna skupina[1]

## Stanovništvo
U Vemenu živi 1674 stanovnika (2002.). 
Pokraj Mađara, izvori bilježe i Nijemce (Podunavske Švabe) i Race (mađarski izvori su bilježili sve Južne Slavene kao Race; ovdje se vjerojatno radilo uglavnom o Srbima).
1920. godine dio Srba optirao je za odlazak u Kraljevinu SHS.

## Vanjske poveznice
- (mađ.) Véménd Önkormányzatának honlapja
- (engl.) Vemen na fallingrain.com